# نواتئ هدبية
تتشكل النواتئ الهدبية من خلال الطي الداخلي للطبقات المختلفة من المشيمية، أي المشيمية الصحيحة والصفيحة القاعدية، ويتم استقبالها بين الطيات المقابلة للرباط المعلق للعدسة.

## التشريح
يتم ترتيبها في شكل دائرة، وتشكل نوعًا من الرتوش خلف القزحية، حول هامش العدسة.
وهي تتفاوت من ستين إلى ثمانين في العدد، تترتب جنبًا إلى جنب، ويمكن تقسيمها إلى كبيرة وصغيرة؛ الأول حوالي 2.5 ملم في الطول، والأخيرة التي تتكون من حوالي ثلث العدد بأكمله، تقع في مسافات بينها، ولكن بدون ترتيب منتظم.
ترتبط بمحيطها إلى ثلاثة أو أربعة من التلال في النخاع الشوكي، مع طبقات المشيمية: أضدادها المقابلة هي حرة ومستديرة، وموجهة نحو جزء خلفية مقلة العين ومحيط العدسة.
في المقدمة، فهي مرتبطة مع محيط القزحية.
ترتبط أسطحها الخلفية بالرباط المعلق للعدسة.

## الوظيفة
النواتئ الهدبية تنتج الرطوبة المائية للعين.

## روابط خارجية
- Histology at une.edu
- صور نسيجية: 08011loa — نظام تعلم علم الأنسجة في جامعة بوسطن
- http://www.lab.anhb.uwa.edu.au/mb140/CorePages/eye/eye.htm#iris

1. ↑  نموذج تأسيسي في التشريح، QID:Q1406710